# Front de libération syrien
Ne doit pas être confondu avec Hayat Tahrir al-Cham, Front islamique de libération syrien ou Front national de libération (Syrie).
Jabhat Tahrir Souriya (arabe : جبهة تحرير سوريا, « Le Front de libération de la Syrie ») est un groupe rebelle de la guerre civile syrienne. Il naît le 18 février 2018, de la fusion d'Ahrar al-Cham et du Harakat Nour al-Din al-Zenki. Il demeure indépendant jusqu'au 1er août 2018, date où il rallie le Front national de libération.

## Histoire
La création du nouveau groupe par la fusion d'Ahrar al-Cham et du Harakat Nour al-Din al-Zenki est annoncée le 18 février 2018. 
Selon Sam Heller, analyste à l'International Crisis Group, « Il s'agit de constituer un contrepoids à Hayat Tahrir al-Cham, qui semble se préparer à une nouvelle confrontation avec Zinki. Zinki et Ahrar sont les deux principales factions rebelles non jihadistes dans le nord et Zinki s'est toujours révélé être un obstacle aux tentatives de Hayat Tahrir al-Cham de consolider son emprise ».
Le 1er août 2018, Jabhat Tahrir Souriya rallie le Front national de libération, probablement à la demande de la Turquie,.

## Actions
Le 18 février, Ahrar al-Cham et le Harakat Nour al-Din al-Zenki fusionnent pour former un nouveau mouvement : le Jabhat Tahrir Souriya, qui entre dès le lendemain en conflit avec Hayat Tahrir al-Cham. Cependant les combats ne tournent cette fois pas à l'avantage des djihadistes qui perdent plusieurs villes et localités dans l'est du gouvernorat d'Idleb. Hayat Tahrir al-Cham perd alors son hégémonie dans la poche d'Idleb et se maintient alors principalement dans l'ouest du gouvernorat d'Idleb.